# Der Prinz und der Prügelknabe
Der Prinz und der Prügelknabe ist ein deutsch-amerikanisch-britisch-französischer Fernsehfilm aus dem Jahre 1995 nach dem Roman „The Whipping Boy“ („Der Prügelknabe“) von Sid Fleischman. Der Film wurde u. a. auf Schloss Bürresheim und in Frankreich gedreht und enthält Elemente des Familienfilms.

## Handlung
Der Film spielt im fiktiven feudalen Königreich Bratenberg zur Zeit des Barock. Hauptpersonen sind zwei etwa zehn Jahre alte Jungen. Während Boris Prinz von Bratenberg Thronfolger ist, gehört Tommy der Unterschicht an und fristet sein Dasein als Rattenfänger. Der isolierte und von seinem Vater, dem König, vernachlässigte Boris schikaniert aus Langeweile die Bevölkerung, und so geraten er und Tommy zum ersten Mal aneinander, dieser kann aber den Häschern des Prinzen zunächst entkommen. Boris versucht sodann wiederholt, durch Streiche zu Lasten des Gesandten des Nachbarreiches, der im Zuge von Grenzverhandlungen im Reiche weilt, auf sich aufmerksam zu machen und gefährdet so Reich und Diplomatie. Der inzwischen eingefangene Tommy wird kurzerhand zum neuen Prügelknaben des Prinzen gemacht und erhält für dessen Taten in dessen Anwesenheit die fällige Prügelstrafe, zum Verdruss von Boris ohne Schmerzensbekundungen. Beide Jungen kommen sich jedoch näher, nachdem Boris beschlossen hat, seinem unnahbaren Vater auszureißen und Tommy auf dessen Suche nach dessen kleiner Schwester zu helfen. Diese war zuvor wegen vermeintlichen Diebstahls zu einer Gefängnisstrafe verurteilt worden. Boris weiß, wo das Gefängnis liegt, und Tommy ist geübt in den Fertigkeiten des Überlebens jenseits von Prunk und Konsum. Beide sind aufeinander angewiesen. Nachdem die Befreiung gescheitert ist, kehren sie ins Schloss zurück, wo der König gerade Kriegsvorkehrungen trifft, da die Verhandlungen gescheitert sind und sein Sohn vermeintlich von der Gegenseite entführt wurde. Als dieser eintrifft, enthüllt er die Wahrheit und der Krieg wird vermieden. Tommys Schwester wird rehabilitiert und die Geschwister erhalten Wohnrecht im Schloss.
Nebenhandlungsstränge sind die Spielhölle des Blinden Karl, an den Tommy die Ratten verkauft, seine Einmietung bei einer hinterhältigen Vermieterin und Szenen mit des Prinzen Hauslehrer, der schließlich den strebsamen Tommy statt den provokant lernunwilligen Boris fördert sowie die Gefangennahme der beiden Jungen während deren Ausriss durch zwei Gauner.

## Sonstiges
Die deutsche Synchronisation hat mehrere Namen geändert: So heißen der Prügelknabe statt Jemmy Tommy, seine Schwester statt Annyrose Annerose, der Prinz statt Horace Boris und der Spielbudenbesitzer statt Blind George Blinder Karl. Der deutsche Titel ist zudem eine Alliteration.
Der Film ist auf DVD erschienen.

## Kritiken
„Ein zwischen Märchen und Sozialkritik angelegter, von unaufdringlicher Spannung und zurückhaltendem Humor getragener Kinderfilm, der seine ‚Botschaften‘ unterhaltsam vermittelt. Hervorragend inszeniert und fotografiert, erfrischend gespielt.“

„Aufwändig inszeniert ist dieser Kinderfilm des jungen Regisseurs Syd Macartney und knüpft nahtlos an die Erzählungen Charles Dickens an. Das Märchen um die Freundschaft zweier ungleicher Jungen mit nicht zu übersehender Sozialkritik birgt gute Unterhaltung ohne moralinsauren Beigeschmack.“